# 71ª Squadriglia caccia
La 71ª Squadriglia fu un reparto da caccia attivo nel Servizio Aeronautico del Regio Esercito (prima guerra mondiale).

## Storia

### Prima guerra mondiale
Fu costituita il 15 aprile 1916 con la ridenominazione della 2ª Squadriglia caccia sotto il comando del capitano Giorgio Chiaperotti con 5 aerei Nieuport-Macchi Ni.10 e Nieuport 11 e 7 piloti tra cui il Sergente Ferruccio Guicciardi ed il Caporale Eduardo Alfredo Olivero, con sede prima a Comina (Friuli-Venezia Giulia) e successivamente a Cascina Farello di Aquileia alle dipendenze del I Gruppo. 
La 71ª Squadriglia viene dislocata al Campo di aviazione di Villaverla il 25 maggio con 7 Nieuport a disposizione del XIV Corpo d'armata.
Dall'8 luglio passa alle dipendenze del III Gruppo (poi 3º Gruppo caccia terrestre). 
Dal 30 ottobre Chiaperotti prova il primo Nieuport 17; nel 1916 la squadriglia ha compiuto 523 voli di guerra sostenendo 74 combattimenti.
Nel gennaio 1917 la linea di volo è composta da 8 Nieuport 11 e dieci piloti tra cui Adriano Bacula; dal 17 Chiaperotti (decorato di medaglia d'argento al valor militare) cede il comando al capitano Amerigo Notari.
Il 10 maggio la squadriglia passa sotto il 9º Gruppo caccia (ed arriva il serg. Antonio Amantea) e dal 15 maggio riceve gli SPAD S.VII. 
Il 6 agosto il serg. Montalto Ercoli (decorato medaglia d'argento al valor militare) abbatte un Hansa-Brandenburg C.I vicino ad Arsiero ed il 23 agosto il serg. Amantea abbatte un Albatros D.III.
Dopo la battaglia di Caporetto una sezione della squadriglia viene distaccata con 4 piloti (tra i quali Amantea) presso l'82ª Squadriglia all'Aeroporto di Udine-Campoformido ricevendo una sezione dotata di 3 SAML ed altrettanti piloti e mitraglieri al comando del Sottotenente Leopoldo Eleuteri della 121ª Squadriglia fino al mese di novembre.
Il 23 novembre, visto l'avvicinarsi della linea del fronte, viene aggregata temporaneamente al III Gruppo e trasferita al Campo di aviazione di Sovizzo e dal 16 dicembre passa sotto il XVI Gruppo con 12 SPAD compiendo nel 1917 1288 voli di guerra sostenendo 89 combattimenti.
Al 1º gennaio 1918 vi sono in forza 13 piloti (tra i quali Amantea che abbatterà 5 aerei diventando un asso dell'aviazione ricevendo 2 medaglie d'argento al valor militare), la 1ª Sezione SVA (con il capitano Natale Palli ed il Serg. Bartolomeo Arrigoni), una di Hanriot HD.1 (con 4 piloti tra i quali il tenente Sebastiano Bedendo) tratta dalla 72ª Squadriglia caccia e 10 SPAD.
Il 5 gennaio Notari cede il comando della squadriglia a Palli e l'11 gennaio il serg. Francesco Tola (decorato con 2 medaglie d'argento al valor militare) abbatte un aereo austriaco nei pressi di monte Fior. 
Il 12 febbraio la sezione della 72ª Squadriglia, ad eccezione di Bedendo, rientra al reparto d'origine ed il 1º marzo il S.Ten. Aldo Anesini assume il comando interinale della Squadriglia.
Il 12 maggio la sezione SVA passa al III Gruppo, il 14 maggio, a causa di una pioggia torrenziale, la Squadriglia si sposta al Campo di aviazione di Castelgomberto ed il 28 maggio passa sotto il comando del capitano Ettore Croce ma il 31 seguente torna alla guida di Anesini (decorato medaglia di bronzo al valor militare) per la morte di Croce.
Il serg. Mario Pereno il 7 giugno abbatte un biposto vicino a monte Maio (vicino al monte Maggio) ed il 25 giugno un aereo nei pressi del Monte Zebio.
Al 30 giugno alla squadriglia ci sono 11 piloti, 12 SPAD e 3 Hanriot (due dei quali attrezzati per i voli notturni).
Dal 16 luglio il comando è assunto dal capitano Salvatore Breglia ed il 28 agosto arriva una sezione di 3 Hanriot e 6 piloti della 75ª Squadriglia caccia.
Il 16 settembre Bedendo ottiene la settima vittoria vicino alla Val Posen (nei pressi di Posina) ed il 23 settembre la Squadriglia entra nel XVII Gruppo (poi 17º Gruppo caccia).
Il 16 ottobre la squadriglia si trasferisce al Campo di aviazione di Gazzo. Il 20 ottobre nasce a Quinto di Treviso una squadriglia mista con una sezione della 75ª su 6 Nieuport 27 ed una sezione della 71ª con 6 SPAD e 7 piloti (tra i quali l'asso Bedendo decorato di medaglia d'argento al valor militare, Breglia pure medaglia d'argento al valor militare e Pereno anche medaglia d'argento al valor militare).
All'atto dell'armistizio di Villa Giusti la squadriglia è a Quinto con 14 SPAD e 7 Ni 27.
Nel 1918 la squadriglia ha svolto 1183 voli bellici e 46 combattimenti.

### La Regia Aeronautica
Al 7 maggio 1923 è nel 23º Gruppo di Cinisello Balsamo e nell'autunno 1924 era nel 17º Gruppo caccia al Campo della Promessa di Lonate Pozzolo venendo chiusa nel febbraio 1927 e nel giugno 1928 è nel 9º Gruppo caccia dell'Aeroporto di Aviano.
Al 10 giugno 1940 è all'Aeroporto di Palermo-Boccadifalco nel 17º Gruppo con 9 Fiat C.R.32 ed alla fine dell'anno è a Trapani.
All'8 settembre 1943 è all'Aeroporto di Trieste-Ronchi dei Legionari nel 17º Gruppo.